# Кавора-Лентикија (Катанцаро)
Кавора-Лентикија је насеље у Италији у округу Катанцаро, региону Калабрија.
Према процени из 2011. у насељу је живело 693 становника. Насеље се налази на надморској висини од 534 м.